# Бырранга

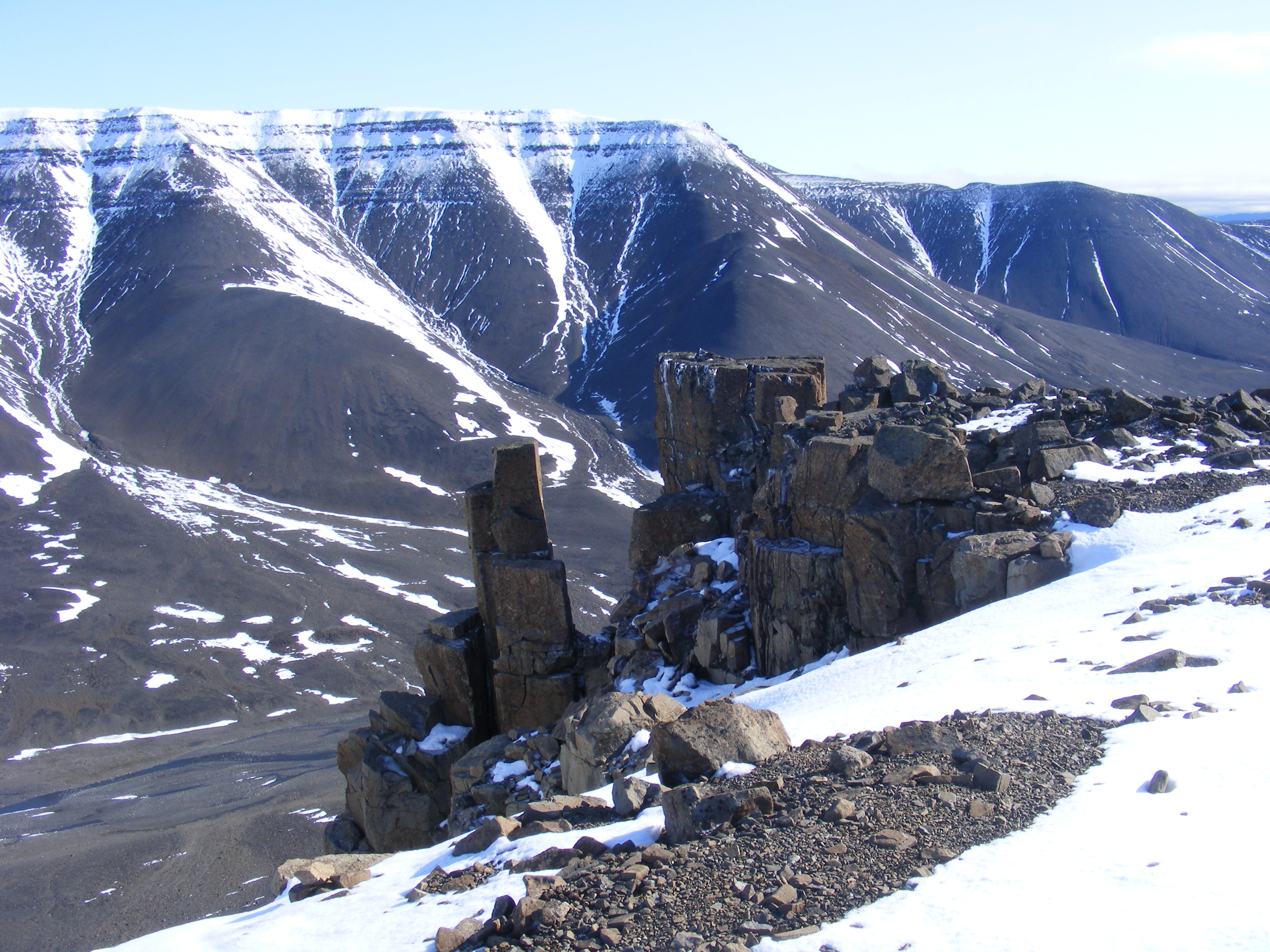
Бырранга, вид на долину р. Ледниковая, август 2009

Бырра́нга (от якут. быран — «холм, гора, хребет») — горы на крайнем севере Восточной Сибири, в Красноярском крае на полуострове Таймыр. Самая северная горная система в России и самая северная материковая горная система на планете.
Горы образованы системой параллельно или конусообразно расположенных гряд (высотой 250—400 метров) и обширных волнистых плато (высотой до 900 метров). Гряды и плато разделяют холмистые равнины, сквозные троговые долины и глубокие каньоны. Горы протягиваются на 1100 километров от Енисейского залива Карского моря на юго-западе до моря Лаптевых на северо-востоке, ширина до 200 километров. Открыты в 1736 году В. В. Прончищевым во время Великой Северной экспедиции.

## Происхождение названия
В горы Бырранга не заходили даже нганасаны, кочующие до самого побережья Ледовитого океана. Об этом месте они говорили: «Там царство злых духов, камень и лёд, более ничего. Там гибель». По-нганасански «бырранга» значит «горы, изрезанные долинами речек с большими обнажёнными камнями и пространствами, покрытыми мхами и лишайниками». На карты это название было впервые нанесено Александром Миддендорфом.

## История исследования
В 1736 году Василий Прончищев во время Великой Северной экспедиции, проплывая вдоль восточного берега полуострова Таймыр, отметил в отдалении горы Бырранга. Осенью 1739 года Харитон Лаптев остановился на зимовку на восточном побережье Таймыра и решил исследовать внутренние районы полуострова несколькими санными группами. Группа боцмана Медведева исследовала долину реки Пясины и по её долине впервые пересекла западную низменную часть гор Бырранга. Группа геодезиста Никифора Чекина на собачьих упряжках в апреле 1740 года достигла озера Таймыр и пересекла горы по долине реки Нижней Таймыры. В апреле-мае 1741 года уже сам Харитон Лаптев по руслу нижней Таймыры пересёк горы Бырранга. Он первый дал письменную характеристику центральной части гор в своём путевом дневнике:
Северный берег озера весь состоит высокими горами каменными… и вниз по реке, по обе стороны берега каменные, утёсные, к югу и северу местность ровная.

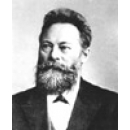
Александр Фёдорович Миддендорф — человек, открывший миру горы Бырранга

В 1843 году горы Бырранга исследовал Александр Миддендорф. Опираясь на записи Харитона Лаптева, он составил первую карту Таймыра с точным изображением на ней Бырранга. Именно Миддендорф назвал эти труднодоступные горы Бырранга (использовал при этом название, принятое у нганасан). В 1915 году юго-западную часть гор исследовал Никифор Бегичев, впоследствии эта часть была названа грядой Бегичева. Летом 1929 года горы исследовал Урванцев, именно он впервые обнаружил наличие в этих горах каменного угля, песчаников и сланцев. Однако вплоть до середины XX века горы Бырранга были изучены очень слабо. Только в 1950-е годы в распадке этих гор на высоте 900 м были обнаружены ледники. До этого считалось, что ледников в Бырранге нет. Лишь в 1967 году специальная экспедиция Арктического и антарктического научно-исследовательского института исследовала самые труднодоступные участки гор.

## Строение
Бырранга образовались примерно в одно время с Уральскими горами — в палеозое (герцинская складчатость).
Горы Бырранга подразделяются на три части: западную, центральную и восточную. Западная часть расположена между Енисейским заливом и долиной реки Пясина и имеет высо́ты 250—320 м. Центральная часть лежит в междуречье Пясины и Таймыры и имеет высоты от 400 до 600 м. Восточная часть лежит к востоку от Таймыры и является наиболее высокой с высотами от 600 до 1125 м. В восточной части Бырранги существуют современные ледники общей площадью более 30 км². Всего в Бырранге насчитывается около сотни ледников, некоторые из которых спускаются до высот 600—900 м.
Долгое время самой высокой точкой Бырранги считалась гора Ледниковая с высотой 1146 м. Но в 1990-е годы её высота была уточнена и оказалось, что она составляет всего 1119 м, а самой высокой точкой Бырранги оказалась гора с высотой 1125 м в другом горном узле, расположенном в более чем ста километрах восточнее Ледниковой.
Горы Бырранга сильно расчленены и состоят из ряда горных цепей, разделённых глубокими речными долинами. Склоны большинства долин круты и покрыты осыпями. Формы горных вершин разнообразны: встречаются и остроугольные вершины с изрезанными цирками и карами склонами, горы с плоскими вершинами и пологими склонами. Склоны и вершины часто покрыты осыпями и скоплениями глыб (курумами), которые образуют «каменные реки» и «моря». Иногда среди обломков встречаются валуны, принесённые древним ледником со стороны морского побережья.
Горы к югу переходят в Таймырскую впадину.
Горы сложены в основном глинистыми сланцами, железистыми песчаниками и алевролитами (на поверхности они выветрены до щебня и дресвы), с отдельными выходами долеритов, габбро и диабазов. Для центральной части характерны выходы известняков, иногда встречаются мраморные купола.
Повсеместна многолетняя мерзлота. Мощность её составляет от 200 м на южных участках до 300—400 м (по непроверенным расчётным данным, даже 1000 м) в восточной части гор, а температуры мёрзлой толщи от −10 до −15 градусов. Повсюду широко распространены мерзлотные формы рельефа. В горах Бырранга найдены наледи. Резкие перепады температур формируют каменные развалы в горах. Скалы, не изъеденные морозобойными трещинами чрезвычайно редки.
До 1960-х годов считалось, что в Бырранга редкая речная сеть. Но в дальнейшем оказалось, что речная сеть горного массива очень густая. В южных предгорьях много озёр (Надудотурку, Левинсон-Лессинга, озеро Прончищева и другие), самое крупное — озеро Таймыр.
Вот как описывает рельеф Бырранга писатель Леонид Платов в своей повести «Страна семи трав»:

Кажется, что Бырранга совсем близко, в каких-нибудь десяти-пятнадцати километрах. Это, конечно, обман зрения. Горы гораздо дальше от нас и намного ниже. Рефракция приподнимает их — явление, обычное в Арктике. Они как бы парят над волнистой, серой, поблескивающей множеством озёр равниной. Часто Быррангу заволакивает туман или закрывают низко ползущие клочковатые тучи. Потом блеснёт солнце и, будто дразня нас, на мгновение приоткроет колеблющуюся завесу.
У-у, какие же они мрачные, эти горы, — чёрные, угловатые, безмолвные! Ощущение тревоги, зловещей, неопределённой опасности исходит от них. И вместе с тем от гор не оторвать взгляда…
Иногда по очертаниям они напоминают трапецию, иногда ящик, стоящий особняком среди равнины, — зависит от ракурса, от условий освещения. Во всех географических атласах Бырранга фигурирует как плато. Но это определение условно. Нганасаны различают в горах несколько хребтов: Хэнка-Бырранга (Чёрная Бырранга), Сыру-Бырранга (Белая Бырранга) и другие.
Скорее, скорее в горы!..

…Нетерпение наше передалось нганасанам. Они понукали свистом своих оленей, безжалостно кололи остриём хорея. В ложбинах было ещё полно воды, иногда даже снега. Зато на пригорках земля подсохла. Здесь рядом с бурой, прошлогодней травой уже зеленела приветливая молодая травка. Все весенние превращения в тундре совершались со сказочной быстротой. Нужно спешить, спешить! Лето слишком коротко в этих широтах. Поднявшись на холм, мы увидели, что длинная полоса ослепительно сверкает у подножия гор. Туман? Нет, то отсвечивало огромное водное пространство — озеро Таймыр. (Нганасаны почтительно называет его Дяму-турку, что значит — море-озеро). Где-то там, в северо-восточном его углу, была лазейка, узкая щель, почти замочная скважина, через которую мы собирались проникнуть в горы…

## Климат
Климат суровый, резко континентальный с длинной, очень холодной зимой и коротким летом. «Страной мёртвых» это место называли долганы и никогда не доходили с кочёвками дальше предгорий. Средняя температура января −35°C, июля +3-5°C. Весна начинается в июне, а в сентябре уже начинается зима с сильными метелями. При этом в восточной части гор температура воздуха ниже по сравнению с западной частью. Осадков выпадает от 100 до 400 мм в год. Из них около половины — в твёрдом виде. Максимум осадков приходится на лето, максимум твёрдых осадков — обычно на сентябрь—ноябрь и июнь. В феврале—апреле осадки минимальны.
Снежный покров устанавливается с началом холодного периода и достигает наибольшей высоты в мае или июне. Продолжительность залегания устойчивого снежного покрова составляет около 270 дней. Фоновое значение максимальной декадной высоты снежного покрова 70—90 см. В горах многие участки оголяются метелями, тогда как в ветровой тени толщина снежных надувов может превышать 2 м. Навеянные снежники в сотни метров длиной дешифрируются на летних аэроснимках. Метели очень характерны для Таймыра. Число дней с сильным ветром (скорость ветра 15 м/с и более) является наибольшим для Восточной Сибири и равно 80 дней в году. Средняя скорость ветра зимой около 7 м/с.

## Растительный и животный мир
На южных склонах и у подножий распространена мохово-лишайничковая тундра, на северных склонах и выше 500—700 м разрежённая арктическая тундра, которая сменяется арктической пустыней и ледниками.
На южных защищённых склонах, которые хорошо закрываются в зимнее время и довольно быстро оттаивают весной, есть разнотравные горные луга, разнотравные тундры. Здесь встречаются реликтовые северные папоротники. На территории гор Бырранга произрастают редкие виды растений: ситник длинноносый, арктополевица тростниковидная, остролодочник таймырский и эндемик гор Путорана и Бырранга — овсяница ушковатая. В долине реки Ниркайка-Тари, находятся самые северные в мире кустарниковые заросли. Кустарники ивы и ольхи достигают высоты двух метров при толщине стволов от 5 до 7 см. Возраст этих реликтовых кустарников составляет сотни лет. Ближе к вершинам и на северных склонах распространены пятна-медальоны. Обычно они состоят из приподнятого над поверхностью на 20—30 см пятна мелкозёма и валика-бордюра. На склонах такие пятна-медальоны вытягиваются в полосы. С высоты 500—700 м луговинки арктической тундры остаются только на дне долин, а на скалах изредка встречаются лишайники, среди которых выделяются светлые пятна ягеля.
Очень специфична растительность известняков, выходы которых имеются на всём протяжении горной цепи Бырранга. Поверхности их почти голые, покрытые редкими растениями кальцефильных крупок, лесквереллы арктической, остролодочника путоранского, но на более влажных склонах часто обильны эндемичная бескильница быррангская, местами — эремогона красивая, копеечник шерстистоплодный, дендрантема монгольская и другие красивоцветущие виды.
Из мелких животных многочисленны лемминги, которых в Бырранге обитает два вида — сибирский и копытный. Они являются основной пищей хищников, поэтому колебаниям численности леммингов подчинена вся жизнь региона. Распространён заяц-беляк. Летом он встречается в предгорьях на лугах крутых южных склонов, зимой — по всей территории. Вблизи выходов скальных пород и осыпей встречается северная пищуха.
Самым распространённым хищником является песец. Самый крупный хищник — волк. Его численность и распространение неизвестно из-за скрытного образа жизни животного. Довольно редко встречается горностай. Он предпочитает селиться в камнях по низкогорьям и на берегах горных озёр.

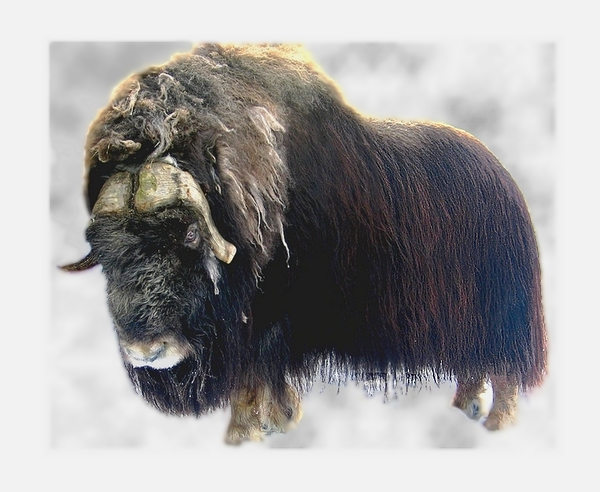
Овцебык — новый обитатель гор Бырранга

Копытные представлены северным оленем и овцебыком. Северный олень обычно мигрирует в апреле—мае из лесотундры в горы Бырранга и из них к приморским низменностям, в августе—октябре обратно. В период сезонного прохода олени идут многочисленными стадами, иногда до десяти тысяч особей. Овцебык, завезённый на Таймыр в 1974 году, в настоящее время освоил очень значительную территорию восточной части Бырранга, от Нижней Таймыры на западе до восточного побережья Таймыра. Отдельные особи обитают и в центральной части Бырранга вплоть до Пясины. Максимальное количество животных продолжает держаться в бассейне реки Бикады, где изначально они были интродуцированы, но с каждым годом ареал животных увеличивается. По данным 1999 года в Бырранга и предгорьях насчитывалось около 2000 овцебыков, и их численность продолжала расти. По данным 2012 года число овцебыков в регионе достигло 8 тысяч особей. Горы Бырранга наиболее благоприятное место для обитания овцебыков на Таймыре, так как зимой на горных склонах ветер часто сдувает снег и овцебыки легко добывают пищу — мхи, лишайники, сухую траву. До XIX века в Бырранга водился также снежный баран, но сейчас это копытное не обнаружено.
В горах обитает большое количество птиц, особенно часто встречаются утки, гуси, кулики, чайки, краснозобые казарки, поморники, полярные куропатки. Из хищных птиц — мохноногий канюк (зимняк) и сапсан, устраивающие гнезда на труднодоступных уступах скал. Встречается кречет. Почти исключительно в горах и предгорьях Бырранга гнездится кулик песочник-красношейка. Пуночка — единственная птица, гнездящаяся в горах Бырранга в верхнем поясе — выше 400 метров над уровнем моря.
В пределах гор Бырранга находится часть Большого Арктического и Таймырского заповедников.

## Полезные ископаемые
Из-за слабой изученности и труднодоступности гор разработки полезных ископаемых не ведутся. Но потенциально Бырранга весьма богата полезными ископаемыми.
Среди металлических полезных ископаемых это, в первую очередь, золото. Северо-восточная часть гор Бырранга входит в состав Таймыро-Североземельской золотоносной провинции. Здесь выявлены золоторудные проявления различной формационной принадлежности при ведущей роли золото-кварцевой формации и значительное число россыпных месторождений (проявлений). По особенностям геологического строения, типовым чертам оруденения, близким к известным крупным месторождениям, и обилию перспективных участков оруденения с выдержанными и высокими концентрациями золота этот район сходен с рядом важнейших золоторудных регионов мира. В центральной части широкое распространение жильных сфалерит-галенитовых проявлений с высокими содержаниями свинца, цинка и серебра, малые (0-200 м) глубины локализации объектов и близость к судоходной реке Нижняя Таймыра позволяют рассматривать этот район Бырранги как резервный источник полиметаллических руд. Весьма вероятно и наличие урановых руд в Бырранга.
Среди неметаллических полезных ископаемых разведаны крупные месторождения мусковита. Наряду с мусковитом отмечаются берилл (включая зеленоокрашенные разности) и калиевый полевой шпат, пригодный для изготовления химической посуды.
Из топливно-энергетического сырья доказано наличие крупных запасов каменного и бурого угля. Месторождения слабо изучены, для их подготовки к промышленному освоению потребуется проведение значительных объёмов геолого-разведочных работ и технологических исследований с целью оценки запасов коксующихся углей, выяснения горно-геологических условий залегания и горно-технических параметров отработки.

## Хозяйственное освоение
Населённых пунктов в регионе нет. В предгорьях и долинах развито отгонное оленеводство, существует лыжный и горный пеший туризм. В предгорьях в летние месяцы возможен сплав по рекам. Раньше постоянно у подножия Бырранга жили только сотрудники полярной станции на озере Таймыр, но в начале 1990-х годов станция была закрыта. Добраться до гор можно только спецрейсом вертолёта из Норильска, Хатанги и Диксона.